# Rosalyn Yalow
Pour les articles homonymes, voir Yalow.
Rosalyn Sussman Yalow (née le 19 juillet 1921 à Manhattan (New York) et morte le 30 mai 2011 dans le Bronx à (New York) est une chercheuse en physique médicale américaine.
Elle est lauréate du prix Nobel de physiologie ou médecine en 1977 avec Roger Guillemin et Andrzej Wiktor Schally. Elle a mis au point avec Solomon Berson (mort à la date où le prix Nobel a été attribué à Rosalyn Yalow) le principe des dosages par radio-immunologie, qui permettent le dosage précis de substances présentes en quantités infimes dans un milieu liquide. Mise au point initialement pour le dosage de l'insuline dans le plasma sanguin des diabétiques, la technique a rapidement été étendue au dosage de multiples substances, peptidiques et non peptidiques.

## Biographie

### Jeunesse et formation
Rosalyn Sussman est scolarisée à la Walton High School (en), une école secondaire de l'arrondissement du Bronx. Elle s'intéresse à la chimie grâce à l'un de ses professeurs, puis à la physique après avoir lu Madame Curie, biographie de Marie Curie rédigée par sa fille Ève. Elle étudie la physique au Hunter College de l'université de New York (CUNY). À l'âge de 19 ans, elle en sort diplômée avec la mention « magna cum laude ».
Durant la Seconde Guerre mondiale, l'université de l'Illinois à Urbana-Champaign offre aux femmes des bourses d'études et Rosalyn Sussman obtient un poste d'assistante à la faculté d'ingénierie de l'université,. Elle est la seule femme parmi ses 400 collègues. En 1943, elle épouse Aaron Yalow, un étudiant de deuxième cycle. Un doctorat en physique nucléaire lui est attribué en 1945. Elle retourne au Hunter College en tant qu'enseignante. Ne pouvant trouver un poste de recherche, Rosalyn Yalow entre dans un laboratoire médical où elle découvre la radiothérapie. Elle travaille en tant que chercheuse à mi-temps au Bronx Veterans Administration Hospital à partir de 1947. Elle est engagée à temps plein en 1950 et entame sa collaboration avec le docteur Solomon Berson,.

### Carrière
Au cours des années 1950, Solomon Berson et Rosalyn Yalow mettent au point la méthode de dosage radio-immunologique. Ils ne souhaitent pas déposer de brevet sur leurs travaux et les communiquent aux chercheurs en visite. Après la mort de Berson, survenue en 1972, Yalow continue de publier. En 1977, elle reçoit le prix Nobel de physiologie ou médecine avec Roger Guillemin et Andrzej Wiktor Schally.

## Hommage
Rosalyn Yalow est inscrite au National Women's Hall of Fame.